# Världsmästerskapen i skidflygning 2014
Världsmästerskapen i skidflygning 2014 genomfördes i Harrachov, Tjeckien under perioden 13-16 mars 2014. Harrachov anordnade även tävlingarna åren 1983, 1992 och 2002.

## Individuellt
Den individuella tävlingen genomfördes 13-14 mars 2014. De två sista hoppomgångarna, som skulle ha genomförts 15 mars, ställdes in på grund av starka vindar.
| Medalj | Hoppare                   | Poäng |
| Guld   | Severin Freund (Tyskland) | 391,0 |
| Silver | Anders Bardal (Norge)     | 379,9 |
| Brons  | Peter Prevc (Slovenien)   | 375,6 |

## Lagtävling
Lagtävlingen ställdes in på grund av starka vindar. 

## Medaljfördelning
| Rank  | Nation    | Guld | Silver | Brons | Totalt |
| ----- | --------- | ---- | ------ | ----- | ------ |
| 1     | Tyskland  | 1    | 0      | 0     | 1      |
| 2     | Norge     | 0    | 1      | 0     | 1      |
| 3     | Slovenien | 0    | 0      | 1     | 1      |
| Total | Total     | 1    | 1      | 1     | 3      |

### Fotnoter
1. ↑  FIS SKI FLYING WORLD CHAMPIONSHIPS 2014 - EVENT RESULTS. Arkiverad 3 mars 2016 hämtat från the Wayback Machine. – läst 22 december 2015.
2. ↑  FIS Ski-flying World Championships 2014 Individividual official results. – läst 22 december 2015.